# Ihsane Haouach
Ihsane Haouach, née le 2 avril 1985 à Uccle, est une personnalité belge d'origine marocaine, active dans l'intégration des jeunes d'origine étrangère dans la société. Elle défend la liberté de choix de porter ou non le voile islamique.
En mai 2021, elle est nommée commissaire du gouvernement auprès de l'Institut pour l'égalité des femmes et des hommes mais démissionne six semaines plus tard dans un contexte polémique.
En 2024, dans son premier roman C'est pas personnel, elle s'inspire de son expérience personnelle pour évoquer notamment les discriminations, le sexisme et le cyberharcèlement.

## Biographie

### Famille, formation et carrière dans le privé
Le père d'Ihsane Haouach est un diplomate marocain. Elle a un frère, Salim, comédien et metteur en scène, et une sœur Salma, salariée par le Mouvement réformateur en tant que porte-parole du parti,. Sa famille vit sur l'avenue Louise et à Waterloo.
Ihsane Haouach est diplômée de la Solvay Business School en 2008 avec grande distinction,,.
De 2008 à 2019, elle travaille dans le secteur énergétique notamment chez Engie et en 2020, elle est nommée administratrice du Brugel, l’autorité de régulation pour les marchés de l’électricité, du gaz et de l’eau à Bruxelles.

### Implications sociétales et self-entrepreneuse
En 2013, Ihsane Haouach devient l'une des responsables de l'association Talented Youth Network (TYN), dont l'objectif est d'organiser des activités à destination des jeunes du quartier de Molenbeek,.
Elle cofonde le collectif « Les Cannelles » qui utilise l’art et l’éducation comme moyens d’arriver à une société plus inclusive. Invitée à un débat sur RTL-TVI en 2017, elle explique que selon elle le port du foulard est un parcours personnel dont les raisons diffèrent pour chaque femme musulmane : « Si mon entreprise me demandait d’enlever mon voile, pour moi c’est comme si elle me licenciait alors que le travail a toujours été central dans ma vie. C’est comme si elle me disait tu coupes ton bras droit et tu gardes ton bras gauche ». Elle estime également que si on lui proposait une fonction en back-office pour ne pas être en contact avec des clients, ce serait une attitude « hypocrite ».
En janvier 2023, elle annonce la publication de son livre Open Up Your Organisation, uniquement publié en anglais, via la maison d'édition LannooCampus. En référence au parcours de « douze leaders, chef·fes d’entreprise et entrepreneur·euses » et de son parcours personnel, elle y illustre sa réflexion d'intégration autour d'un « schéma OPEN », pour « ouverture, patience, empathie et naturel ».

### «Affaire Ihsane Haouach»
Fin mai 2021, Ihsane Haouach est nommée commissaire du gouvernement auprès de l'Institut pour l'égalité des femmes et des hommes par la secrétaire d’État à l’égalité et à la diversité, Sarah Schlitz. Elle devient la première femme voilée à occuper ce poste.
Sa nomination suscite rapidement de nombreuses réactions,. Le débat se cristallise autour de son port du hidjab dans une telle fonction. Ihsane Haouach milite pour le choix, pour chaque musulmane, de porter le foulard ou non sans justification. Le président du MR Georges-Louis Bouchez, le député Georges Dallemagne et la N-VA, par la voix de sa députée Darya Safai sont très critiques,,. Elle leur répond dans le Soir.
La polémique continue d'enfler et le 8 juillet, le Premier ministre Alexander De Croo annonce qu'il ne tolérera plus de nouvel incident. Le lendemain, Ihsane Haouache annonce sa démission. La question d'éventuels liens avec les Frères musulmans suscite une nouvelle polémique,, le rapport de la Sûreté de l'État « ne conclut pas que Mme Haouach est membre des Frères musulmans, mais assure qu’elle a eu des contacts avec des membres de l’organisation, sans conclure qu’elle en était consciente »,,.
Marc Uyttendaele met en cause la responsabilité personnelle de la secrétaire d’État à l’égalité et à la diversité, Sarah Schlitz, qui de son côté déplore l'emballement médiatique dans cette affaire.
Lors de la sortie deux ans plus tard de son livre Open up your organisation, Ihsane Haouach déclare que l'affaire « est clairement l’expérience la plus douloureuse que j’ai pu vivre au niveau professionnel. Ce qui m’a le plus marquée, c’est qu’on a perdu la culture du débat. J’aurai aimé qu’on puisse débattre du fond mais on a préféré attaquer la personne sans vouloir dialoguer ». En janvier 2024, elle publie son premier roman « C’est pas personnel » partiellement autobiographique et dont l'écriture avait pour but de l'aider à se reconstruire,.